# Култура Словачке
Култура Словачке има различите народне традиције под утицајем њеног положаја у средњој Европи. Дели сличности са аустријском, немачком, мађарском и украјинском културом.

## Народна традиција
Народна традиција снажно је укорењена у Словачкој и огледа се у књижевности, музици, плесу и архитектури. Главни пример је словачка химна „Nad Tatrou sa blýska", која је заснована на мелодији из народне песме „Kopala studienku“.
Манифестација словачке фолклорне културе је Фестивал фолклора „Východná“. То је најстарији и највећи национални фестивал са међународним учешћем, који се сваке године одржава у Виходни. Словачку обично представљају многе групе, али углавном СЛУК (Slovenský ľudový umelecký kolektív - словачки народни уметнички колектив). СЛУК је највећа словачка народна уметничка група која покушава да сачува фолклорну традицију.
Пример дрвене народне архитектуре у Словачкој може се видети у добро очуваном селу Влколинец, које је од 1993. године на листи светске баштине УНЕСКО-а. Прешовски крај чува најзначајније народне цркве брвнаре на свету. Већина их је заштићена словачким законом као културна баштина, а неки од њих су и на листи УНЕСКО- а, у Бодружалу, Хервартову, Ладомировој и Руској Бистри.
Најпознатији словачки јунак, који се налази у многим народним митологијама, је Јурај Јаношик (1688–1713) (словачки еквивалент Робину Худу). Легенда каже да је узимао богатима и давао сиромашнима. Јаношиков живот приказан је у низу књижевних дела и многим филмовима током 20. века. Један од најпопуларнијих је филм Јаношик, режисера Мартина Фрича 1935. године.

## Уметност
Ликовна уметност у Словачкој представљена је сликарством, цртањем, графиком, илустрацијом, занатима, вајарством, фотографијом или концептуалном уметношћу. Словачка национална галерија основана 1948. године највећа је мрежа галерија у Словачкој. Две изложбе у Братислави налазе се у палати Естерхази (Esterházyho palác) и Воденој касарни (Vodné kasárne), које се налазе једна уз другу. Налазе се на обали Дунава у Старом граду.
Градска галерија Братиславе, основана 1961. године, друга је по величини словачка галерија те врсте. У њој се чува око 35.000 комада словачке и међународне уметности и нуди сталне поставке у палати Палфи и палати Мирбах, смештеним у Старом граду. Музеј уметности Данубијана, један од најмлађих уметничких музеја у Европи, налази се у близини водосистема Чуново. Остале велике галерије укључују: Музеј модерне уметности Ендија Ворхола (Ворхолови родитељи су били из Микове), Источно-словачка галерија, уметничка галерија Ернест Зметак, Звољенски замак.

## Архитектура
Зграде су грађене од различитих грађевинских материјала карактеристичне архитектуре. У планинским деловима Словачке често је то било дрво. Кровови су били покривени дрвеном шиндром и украшеним забатима. За изградњу једноставнијих објеката коришћена је и глина са сламом. Такве зграде били су типичне нарочито у јужним деловима Словачке, Захорје и Поважје. Земљане зграде су грађене технологијом „пуњења“, када је индукована глина компримована, набијана окомито између оплате плоче, стварајући и периферне и попречне зидове куће.
Типичну архитектуру појединих регија чувају резервати народне архитектуре. Најпознатији су Вељке Љеваре, Брхловце, Себехљеби, Чичмани, Шпања Долина, Влколинец, Подбјел и Ждјар. У Словачкој тренутно постоји 10 музеја на отвореном. Они се налазе у различитим деловима земље: Музеј Словачког села у Мартину, Вихиловка у Кисуце, Зуберец у Орави, Прибилина у Липтову, Свидник у Сарису, Хумене у Земплину, Њитра у Подунављу, итд.
Такође у Словачкој постоје многи дворци, замкови, цркве, властелинства и други споменици културе. Према неким изворима, Словачка има највећу концентрацију двораца по становнику. У њиховој конструкцији коришћен је трајнији камен. Занимљиви су и резервати урбаних споменика, који се налазе у већини историјских градова: Братислави, Банској Штјавњици, Кошицама, Бардјејову, Љевочи, Банској Бистрици и другима. Саставни део словачке архитектуре су цркве брвнаре, које се на локалној територији граде од друге половине 15. века. Тренутно у Словачкој постоји око 40 дрвених цркава. Нису све доступне, а неке су део музеја на отвореном.

## Књижевност
Хришћанске теме укључују: песму Проглас као предговор за четири јеванђеља, делимичне преводе Библије на старословенски, Zakon sudnyj ljudem.
Средњовековна књижевност, у периоду од 11. до 15. века, писана је на латинском, чешком и словачком чешком. Лирика (молитве, песме) је и даље била под контролом цркве, док су епски текстови били концентрисани на легенде. Међу ауторе из овог периода спадају Јанош Туроци, аутор Хронике Хунгарорум и Маурус, обојица Мађари. Појавила се и световна књижевност и у овом периоду су писане хронике.
Две водеће особе су кодификовале словачки језик. Први је био Антон Бернолак чији се концепт заснивао на западном словачком дијалекту 1787. Била је то кодификација првог књижевног језика Словака. Други је био Људовит Штур, чије је формирање словачког језика преузело принципе из централног словачког дијалекта 1843. године.
Словачка је такође позната по полихисторима, међу којима су Павел Јозеф Шафарик, Матеј Бел, Јан Колар, и њени политички револуционари и реформисти, попут Милана Растислава Штефаника и Алекандера Дупчека.

## Кухиња
Традиционална словачка кухиња заснива се углавном на свињетини, живини (највише се једе пилетина, затим патка, гуска и ћурка), брашну, кромпиру, купусу и млечним производима. Релативно је уско повезана са мађарском, чешком и аустријском кухињом. На истоку је такође под утицајем украјинске и пољске кухиње. У поређењу са другим европским земљама, месо дивљачи је у Словачкој приступачније због огромних ресурса шуме и зато што је лов релативно популаран. Дивља свиња, зец и остала дивљач су обично доступни током целе године. Једе се месо оваца и коза, али није широко популарно.
Традиционална словачка јела су бриндзове халушке, бриндзове пирохе и друга јела са кромпировим тестом и бриндза сиром. Бриндза је слани сир од овчијег млека, који се одликује снажним укусом и аромом. Бриндзове халушке морају бити на менију сваког традиционалног словачког ресторана.
Типична супа је супа од киселог купуса. Кобасица од крви под називом "крвавница", израђена од неких делова заклане свиња је такође специфичан словачки оброк.
Вино се ужива у целој Словачкој. Словачко вино претежно долази из јужних крајева дуж Дунава и његових притока; северна половина земље је превише хладна и планинска за узгој винове лозе. Традиционално је бело вино било популарније од црвеног или розеа (осим у неким регионима), а слатко популарнијег од сувог, али изгледа да се укуси последњих година мењају. Популарно је и пиво (углавном у стилу пилсенера, мада се конзумирају и тамни лагери).

## Спорт
Спортске активности се у Словачкој увелико обављају, многе од њих на професионалном нивоу. Хокеј на леду и фудбал традиционално се сматрају најомиљенијим спортовима у Словачкој, мада су такође популарни тенис, рукомет, кошарка, одбојка, кану слалом, бициклизам и атлетика.
Хокеј на леду
Један од најпопуларнијих тимских спортова у Словачкој је хокеј на леду. Словачка је постала члан Међународне хокејашке федерације од  2. фебруара 1993. године и од тада је на Светском првенству у хокеју на леду освојила 4 медаље - 1 златну, 2 сребрне и 1 бронзану. Најновији успех била је сребрна медаља на Светском првенству 2012. у Хелсинкију. Словачка хокејашка репрезентација уписала је пет наступа на Олимпијским играма, завршивши 4. на Зимским олимпијским играма 2010. у Ванкуверу. Земља има 8.280 регистрованих играча и тренутно је на 7. месту Светске ранг листе. Пре 2012. године, словачки тим ХК Слован Братислава учествовао је у Континенталној хокејашкој лиги, која се сматрала најјачом хокејашком лигом у Европи и другом најбољом на свету.
Словачка је била домаћин Светског првенства 2011. године, где је Финска освојила златну медаљу и Светског првенства 2019, где је Финска такође освојила златну медаљу. Оба такмичења су одржана у Братислави и Кошицама.
Фудбал
Фудбал је најпопуларнији спорт у Словачкој, са преко 400.000 регистрованих играча. Од 1993. године, словачка фудбалска репрезентација се једном квалификовала за ФИФА-ин светски куп, 2010. године. Напредовали су до шеснаестине финала, где су поражени од Холандије. Најзапаженији резултат била је победа над Италијом са 3:2. Фудбалска репрезентација Словачке се 2016. године квалификовала за УЕФА Еуро 2016 турнир, под руководством селектора Јана Козака. Ово је помогло тиму да досегне своју најбољу позицију на 14. месту на ФИФА-иној светској ранг листи.
У клупским такмичењима само су се три екипе пласирале у групну фазу УЕФА Лиге шампиона, и то ФК Кошице 1997–98, ФК Артмедиа Братислава у сезони 2005–06 и ФК Жилина 2010–11. ФК Артмедиа Братислава је најуспешнији тим, завршивши на 3. месту у групној фази Купа УЕФА, па се тако квалификовао за нокаут фазу. Они су и даље једини словачки клуб који је победио у мечу у групној фази.